# 太阳总在左边
《太阳总在左边》（英語：The Sun Beaten Path），松太加执导和编剧，益西兰周、罗后杰、尕藏仁青主演的藏语剧情片，2011年3月28日在中国大陆上映。

## 剧情
《太阳总在左边》讲述了一名藏族青年“尼玛”驾驶手扶拖拉机在交通事故中意外把母亲碾压死，他的内心充满了悲伤和自责，他带着一抔含有母亲血迹的黄土，一个人一路磕长头前往西藏自治区首府拉萨市，寻找自我救赎。

## 演出
- 益西兰周 出演 尼玛
- 罗后杰 出演 老人
- 尕藏仁青 出演 嘉布
- 拉吉玛 出演 母亲
- 岗宝岚智 出演 卡车司机

## 制作
《太阳总在左边》的剧本创作花费2年，2010年2月23日摄制组在青海省青海湖金银滩草原开机，之后在格尔木市和拉萨市取景，一共花费25天，后期制作花费9个月。这是松太加的导演处女作。

## 奖项
| 日期   | 奖项                   | 类别               | 被提名者         | 结果 | 备注        |
| ------ | ---------------------- | ------------------ | ---------------- | ---- | ----------- |
| 2011年 | 第5届亚太电影奖        | 亚太电影奖最佳摄影 | 松太加           | 提名 |             |
| 2011年 | 第30届温哥华国际电影节 | 龙虎单元大奖       | 《太阳总在左边》 | 獲獎 | [ 5 ]       |
| 2011年 | 第64届洛迦诺电影节     | 当代导演竞赛单元   | 《太阳总在左边》 | 提名 | [ 2 ]       |
| 2011年 | 香港国际电影节         | 数码单元特别表扬奖 | 《太阳总在左边》 | 提名 |             |
| 2011年 | 国际影评协会           |                    | 《太阳总在左边》 | 提名 |             |
| 2011年 | 国际电影节             |                    | 《太阳总在左边》 | 獲獎 |             |
| 2011年 | 第14届上海国际电影节   | 亚洲新人奖         | 松太加           | 提名 | [ 6 ] [ 7 ] |
| 2012年 | 多维尔亚洲电影节       | 最佳影片           | 《太阳总在左边》 | 提名 |             |

## 外部连接
- 豆瓣电影上《太阳总在左边》的資料 （简体中文）
- 时光网上《太阳总在左边》的資料（简体中文）
- 互联网电影数据库（IMDb）上《太阳总在左边》的资料（英文）